# World Branding Awards
World Branding Awards là một giải thưởng quốc tế được trao cho các nhãn hiệu toàn cầu và quốc gia cho hoạt động và thành tựu của họ trong việc xây dựng nhãn hiệu. Diễn đàn Nhãn hiệu Thế giới, có trụ sở tại Luân Đôn, là nhà tổ chức của giải thưởng.
Có ba cấp giải thưởng. Giải thưởng Toàn cầu được trao cho các nhãn hiệu quốc tế, Giải thưởng Khu vực được trao cho các nhãn hiệu hàng đầu ở một số quốc gia trong một khu vực địa lý cụ thể và Giải thưởng Quốc gia được trao cho các nhãn hiệu từ các quốc gia tham gia. Chiếc cúp giải thưởng được trưng bày tại Bảo tàng Nhãn hiệu, Bao bì & Quảng cáo ở Luân Đôn. Biểu trương Nhãn hiệu của năm của giải thưởng là nhãn hiệu đã đăng ký.
Lễ trao giải năm 2015, 2016, 2017 và 2018 đã diễn ra tại Cung điện Kensington ở Luân Đôn.
Năm 2017, Phiên bản Animalis, lễ trao giải dành riêng cho các nhãn hiệu dành cho thú cưng và động vật, lần đầu tiên được tổ chức tại Cung điện Hofburg ở Viên. Đây là lễ trao giải nhãn hiệu dành cho động vật và thú cưng lớn nhất thế giới. Phiên bản Animalis thứ hai được tổ chức tại cùng một địa điểm vào năm 2019.
Năm 2018, phiên bản châu Mỹ của giải thưởng, dành riêng cho châu Mỹ và Caribê, đã được tổ chức tại The Plaza, Fifth Avenue ở thành phố New York.

## Đề cử, đánh giá và chấm điểm
Các đề cử cho giải thưởng có thể được thực hiện bởi chủ sở hữu nhãn hiệu, chi nhánh nhãn hiệu hoặc công chúng. Có ba cấp giải thưởng: Giải thưởng Toàn cầu được trao cho các nhãn hiệu quốc tế có mặt tại mười quốc gia trở lên, tại ba châu lục trở lên, giới hạn ở 100 nhãn hiệu toàn cầu hàng đầu trong bất kỳ năm nào; Giải thưởng Khu vực được trao cho các nhãn hiệu hàng đầu ở một số quốc gia trong một khu vực địa lý cụ thể; và Giải thưởng Quốc gia được trao cho các nhãn hiệu hàng đầu tại các quốc gia tham gia giải thưởng. Các nhãn hiệu chiến thắng ở cấp toàn cầu không được trao lại ở cấp quốc gia.
Người đoạt giải được đánh giá thông qua ba hướng: giá trị nhãn hiệu, nghiên cứu thị trường tiêu dùng và bỏ phiếu trực tuyến công khai. Ngoài ra còn có các giải thưởng khác dành cho các cá nhân do Hội đồng Cố vấn Diễn đàn Nhãn hiệu Thế giới bình chọn. Người đoạt giải trải qua một quá trình đánh giá để xác định mức độ hoạt động của một nhãn hiệu dành cho các hoạt động xây dựng nhãn hiệu của họ. Mức độ tin tưởng mà khách hàng của nhãn hiệu và công chúng dành cho nhãn hiệu đó cũng được xét đến.

## Cúp

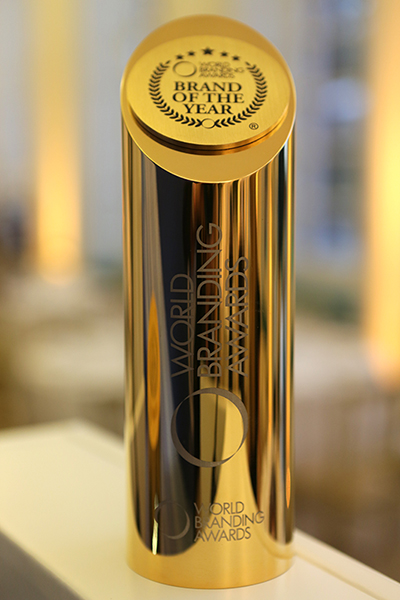
Một chiếc cúp của World Branding Awards mạ vàng được trưng bày tại Bảo tàng Nhãn hiệu, Bao bì & Quảng cáo ở Luân Đôn

Các cúp giải thưởng được sản xuất tại Stratford-upon-Avon. Những chiếc cúp đầu tiên được sản xuất bằng niken và vàng tấm và với thiết kế tập trung vào hình ảnh biểu trưng của giải thưởng. Năm 2016, một phiên bản cúp mạ vàng mới đã được công bố. Phiên bản cúp mới được làm nguyên khối, và làm nổi bật biểu trưng của giải thưởng. Chiếc cúp có chiều cao 245 mm (9,6 in) và đường kính 76 mm (3,0 in) với đỉnh góc cạnh, và nặng 1,8 kg (4,0 lb).
Một chiếc cúp hiện được trưng bày tại Bảo tàng Nhãn hiệu, Bao bì & Quảng cáo ở Luân Đôn.

## Lễ trao giải

### 2020-2021
Phiên bản thứ 12, đã chứng kiến hơn 400 nhãn hiệu từ 45 quốc gia được vinh danh là "Nhãn hiệu của năm" sau quá trình bỏ phiếu và đề cử diễn ra từ tháng Hai đến tháng Bảy, và hơn 250.000 người tiêu dùng tham gia. Lễ trao giải Nhãn hiệu của năm 2020-2021 sẽ được tổ chức vào tháng 3 tại Cung điện Kensington ở Luân Đôn.

### 2019-2020
Năm 2019, Phiên bản Animalis thứ hai của Giải thưởng, tập trung vào các nhãn hiệu dành cho thú cưng và động vật, đã diễn ra tại Cung điện Hofburg ở Viên, Áo. 114 nhãn hiệu từ 38 quốc gia được vinh danh là "Nhãn hiệu của năm". Sự kiện được chủ trì bởi Stuart Freeman của Radio FM4.

### 2018–2019
Năm 2018, Diễn đàn Nhãn hiệu Thế giới đã tổ chức hai lễ trao giải Nhãn hiệu của năm.
Phiên bản châu Mỹ của giải thưởng được tổ chức tại The Plaza ở thành phố New York vào tháng 7. 22 quốc gia đã tham gia sự kiện này. Hơn 80.000 người tiêu dùng đã bình chọn cho hơn 1.500 nhãn hiệu và 81 nhãn hiệu từ 16 quốc gia đã được trao giải. Diễn viên hài Moody McCarthy là người chủ trì buổi lễ.
Lễ trao giải Nhãn hiệu của năm sau đó được tổ chức tại Cung điện Kensington ở Luân Đôn, Vương quốc Liên hiệp Anh vào tháng 10 năm 2018. 215.000 người tiêu dùng đã bình chọn cho hơn 4.500 nhãn hiệu và buổi lễ đã chứng kiến 316 nhãn hiệu từ 56 quốc gia được vinh danh. David Croft đã chủ trì sự kiện này.

### 2017–2018

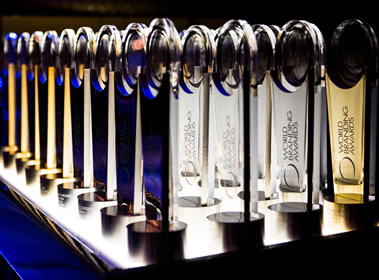
Những chiếc cúp nguyên bản của World Branding Awards, trước khi được thay thế bằng một thiết kế mới vào năm 2016

Hơn 135.000 người đã bình chọn cho hơn 3.000 nhãn hiệu từ 35 quốc gia vào năm 2017, và 245 nhãn hiệu đã đoạt giải. Lễ trao giải được tổ chức tại Cung điện Kensington ở Luân Đôn.
Trong cùng năm, phiên bản Animalis của giải thưởng, đã vinh danh 92 nhãn hiệu từ 35 quốc gia là Nhãn hiệu của năm trong một buổi lễ được tổ chức tại Cung điện Hofburg ở Viên, Áo.

### 2016–2017
Hơn 120.000 người đã bình chọn cho hơn 2.800 thương hiệu từ 35 quốc gia. 210 nhãn hiệu từ 30 quốc gia đã được tuyên bố đoạt giải. Buổi lễ trao giải được tổ chức tại Cung điện Kensington. Trong số những người tham dự có Đại sứ Các Tiểu vương quốc Ả Rập Thống nhất tại Vương quốc Liên hiệp Anh, Sulaiman Almazroui, và Đại sứ Philippines, Evan Garcia. David Croft từ Sky Sports là người chủ trì sự kiện này.

### 2015–2016
Trong giai đoạn 2015-2016, hơn 65.000 người đã bình chọn cho 2.600 nhãn hiệu được đề cử từ 35 quốc gia. 118 nhãn hiệu từ 30 quốc gia đã được công bố là người đoạt giải. Lễ trao giải diễn ra vào ngày 24 tháng 9 năm 2015 tại Cung điện Kensington. Olivia Wayne của Sky Sports là người chủ trì sự kiện trao giải.

### 2014–2015
Hơn 2.500 nhãn hiệu từ 35 quốc gia đã được đề cử cho Giải thưởng cho giai đoạn 2014-2015. Trong số này, có 119 nhãn hiệu đã được trao giải.

#### Lễ trao giải tại Luân Đôn
Lễ trao giải tại Luân Đôn được tổ chức vào ngày 26 tháng 10 năm 2014, tại One Whitehall Place, tòa nhà sự kiện của khách sạn Royal Horseguards. David Croft đã chủ trì sự kiện này.

#### Lễ trao giải tại Paris
Lễ trao giải tại Paris diễn ra vào ngày 25 tháng 3 năm 2015, tại Hilton Paris Opéra. Buổi lễ chủ yếu làm nổi bật các nhãn hiệu thực phẩm, đồ uống, xa xỉ phẩm, thời trang, lối sống, khách sạn và dịch vụ, với 50 nhãn hiệu từ 22 quốc gia đã được trao giải.
Nữ diễn viên người Pháp, Sara Verhagen, là người dẫn chương trình và công bố danh sách người đoạt giải, và ảo thuật gia Ben Hanlin mang đến một số tiết mục giải trí.

## Người đoạt giải

### 2018

#### Phiên bản Toàn cầu

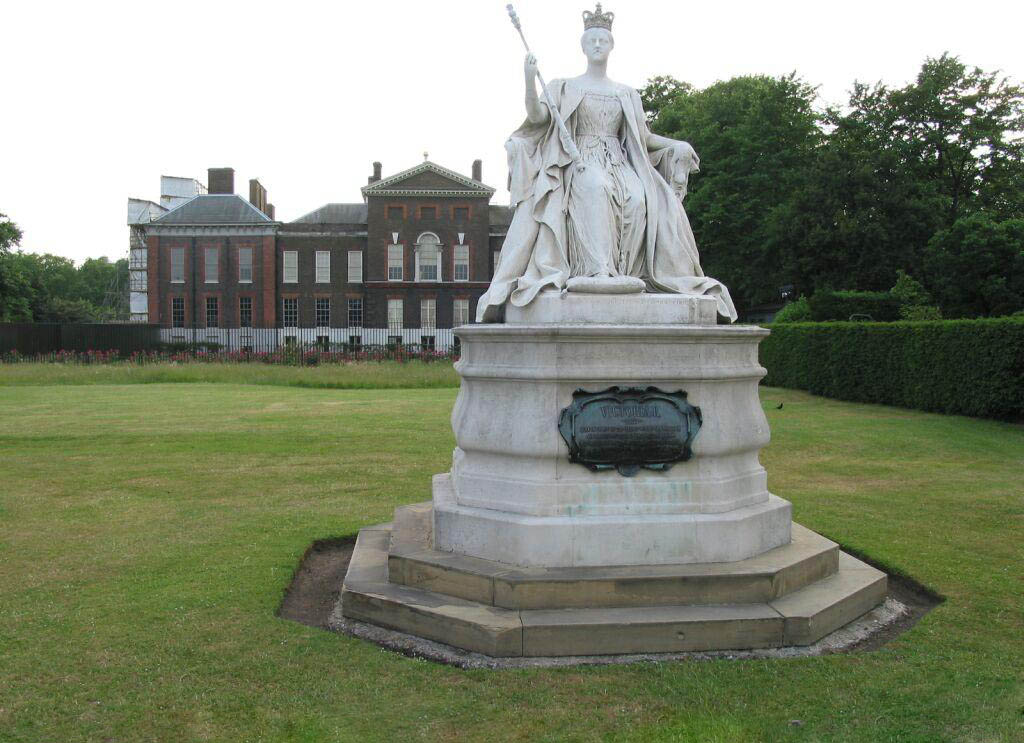
Giải thưởng World Branding Awards từ năm 2015 đến 2018 được tổ chức tại Cung điện Kensington ở Luân Đôn.

Lễ trao giải 2018-2019 được tổ chức tại Cung điện Kensington ở Luân Đôn, vinh danh 270 nhãn hiệu đoạt giải từ 33 quốc gia được trao giải "Nhãn hiệu của năm". Hơn 4.500 nhãn hiệu từ 57 quốc gia đã được đề cử cho năm 2018-2019 và 351 nhãn hiệu từ 49 quốc gia được công bố là người đoạt giải.
Những nhãn hiệu đoạt giải ở phiên bản Toàn cầu là là: Beijing Tong Ren Tang, BMW, Cartier, Club Med, JinkoSolar, Johnnie Walker, L'Oréal, Lego, Louis Vuitton, Nescafé, Rolex, Samsung, Secret Recipe, Schwarzkopf và Yakult.

#### Phiên bản Châu Mỹ

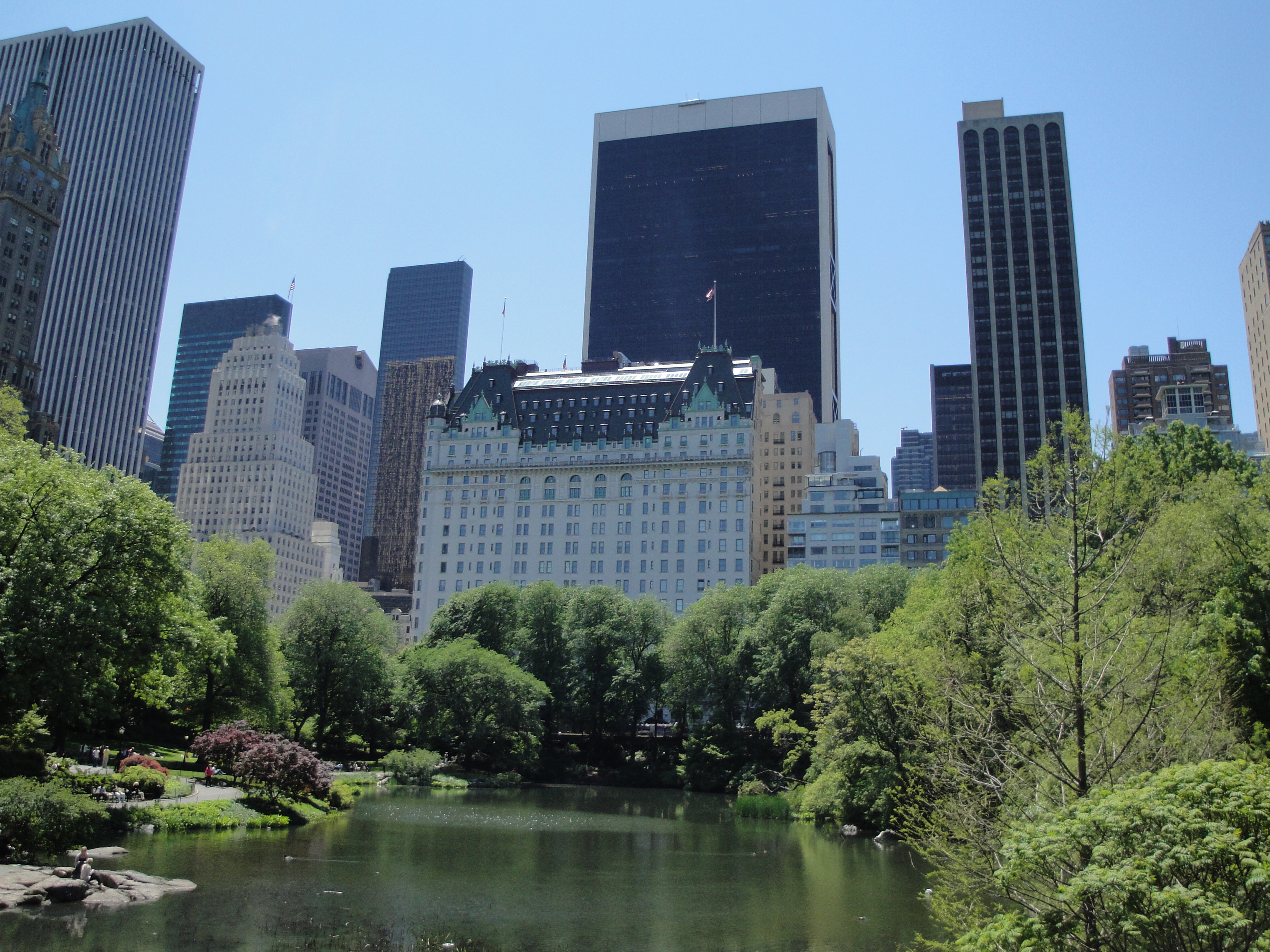
Phiên bản Châu Mỹ của giải thưởng diễn ra tại khách sạn Plaza ở Thành phố New York.

Phiên bản Châu Mỹ 2018–2019, phiên bản hai năm một lần của World Branding Awards, đã diễn ra tại Khách sạn Plaza trên Đại lộ thứ Năm ở Thành phố New York. Buổi lễ được chủ trì bởi diễn viên hài Moody McCarthy, đã vinh danh hơn 1.500 nhãn hiệu châu Mỹ và Caribe từ 22 quốc gia tham gia và 81 nhãn hiệu từ 16 quốc gia được trao giải.

### 2016
Lễ trao giải 2016-2017 diễn ra tại Cung điện Kensington, trao giải cho 210 nhãn hiệu từ 30 quốc gia. Apple, BMW, Hội đồng Anh, Cartier, Coca-Cola, Facebook, Google, Lego, L'Oréal, Louis Vuitton, McDonald's, Nescafé, Nike, Oral-B, Pampers, Rolex, Samsung, Starbucks, Schwarzkopf và VISA đã được công bố là các nhãn hiệu chiến thắng ở cấp toàn cầu.
Các nhãn hiệu đoạt giải thưởng ở cấp quốc gia bao gồm: ICBC (Trung Quốc), Bang & Olufsen (Đan Mạch), Hermès (Pháp), Nivea (Đức), Chow Tai Fook (Hồng Kông), State Bank of India, Indomilk (Indonesia), Prada (Ý), Sukiya (Nhật Bản), Maybank (Malaysia), Dulux (Hà Lan), SM Supermalls (Philippines), Sberbank (Nga), Nando's (Nam Phi), AmorePacific (Hàn Quốc), Santander (Tây Ban Nha), King Power (Thái Lan), Zurich (Thụy Sĩ), Dubai Duty Free (Các Tiểu vương quốc Ả Rập Thống nhất), và Prudential (Vương quốc Liên hiệp Anh), vv.
Các nhãn hiệu đoạt giải ở cấp vùng bao gồm: Eu Yan Sang, Giordano, Lee Kum Kee, Mandarin Oriental và Watsons từ Hồng Kông; Indomie (Indonesia); Ajinomoto, Isetan, Kikkoman và Uniqlo từ Nhật Bản; MTN từ Nam Phi; Zara (Tây Ban Nha); và RAK Ceramics (Các Tiểu vương quốc Ả Rập Thống nhất).

### 2015
Cung điện Kensington ở Luân Đôn là nơi diễn ra lễ trao giải 2015-2016. 118 nhãn hiệu từ 30 quốc gia đã được trao giải. Các nhãn hiệu đoạt giải ở cấp toàn cầu bao gồm: Apple Inc., Cartier, Coca-Cola, Facebook, Google, Guinness, HSBC, IKEA, Johnnie Walker, Kleenex, Lego, Louis Vuitton, McDonald's, Mercedes-Benz, Nescafé, Nike, Inc., Rolex, Shell, Starbucks và VISA. Những nhãn hiệu đoạt giải ở cấp quốc gia từ khắp nơi trên thế giới bao gồm ANZ Bank từ Úc, Sinopec từ Trung Quốc, Hugo Boss từ Đức, Airtel từ Ấn Độ, Prada từ Ý, Seiko từ Nhật Bản, Samsung từ Hàn Quốc, Gulf Insurance Group từ Kuwait, Maybank từ Malaysia, KLM từ Hà Lan, Babcock University từ Nigeria, HBL Bank từ Pakistan, Tanduay Rum từ Philippines, Chunghwa Telecom từ Đài Loan, MTN Group từ Nam Phi, Santander Group từ Tây Ban Nha, Singha Beer từ Thái Lan, Dubai Duty Free từ Các Tiểu vương quốc Ả Rập Thống nhất, và Royal Mail từ Vương quốc Liên hiệp Anh. RAK Ceramics đã giành được giải thưởng ở cấp khu vực vì là một trong những nhãn hiệu gốm sứ lớn nhất ở Trung Đông.

### 2014
Lễ trao giải tại Luân Đôn năm 2014 đã vinh danh 69 nhãn hiệu từ 25 quốc gia. Các thương hiệu đoạt giải ở cấp toàn cầu bao gồm: Apple Inc., Coca-Cola, Del Monte, Heinz, HSBC, Louis Vuitton, McDonald's, Samsung, Sony PlayStation và VISA. Các nhãn hiệu đoạt giải ở cấp quốc gia bao gồm Barclays, BBC, British Airways, Thomas Cook, Đại học Oxford, Lego, Ferrari, Royal Dutch Shell, Silentnight, và Burj Al Arab Jumeirah. Mỗi nhãn hiệu được vinh danh là Nhãn hiệu của năm theo các lĩnh vực tương ứng của chúng. Giải thưởng đã dành sự ghi nhận đặc biệt cho Tony Fernandes, Giám đốc điều hành Tập đoàn AirAsia, vinh danh ông là Nhà xây dựng thương hiệu của năm vì những đóng góp xuất sắc của ông trong việc xây dựng thương hiệu hàng không.
Tại lễ trao giải tại Paris giai đoạn 2014-2015, 50 nhãn hiệu từ 22 quốc gia đã được trao giải. Các nhãn hiệu đoạt giải ở cấp toàn cầu bao gồm Cartier, Club Med, Evian, Gillette, Gucci, Hermès, Hilton Hotels & Resorts, IKEA, L'Oréal, Moët & Chandon, Nike, Inc., Prada và UPS. Các nhãn hiệu đoạt giải ở cấp quốc gia bao gồm: Penfolds (Úc); China Telecom; Media Markt (Đức); Taj Hotels Resorts and Palaces (Ấn Độ); Indosat (Indonesia); NTT Docomo (Nhật Bản); SK Telecom (Hàn Quốc); Pos Malaysia; Campina (Hà Lan); SMRT (Singapore); Telkom (Nam Phi); Roche (Thụy Sĩ); Chunghwa Telecom (Đài Loan); và Eurostar (Vương quốc Liên hiệp Anh). Mỗi nhãn hiệu được vinh danh là Nhãn hiệu của năm theo các lĩnh vực tương ứng của chúng.

## Người dẫn chương trình
Trong sự kiện trao giải năm 2014, buổi lễ trao giải tại London, được tổ chức tại One Whitehall Place đã được dẫn dắt bởi David Croft từ Sky Sports, trong khi buổi lễ trao giải tại Paris được dẫn dắt bởi nữ diễn viên người Pháp Sara Verhagen. Ảo thuật gia Ben Hanlin, người đã xuất hiện trong chương trình Tricked trên ITV2 và Breaking Magic trên Discovery Channel đã có một màn trình diễn tại sự kiện ở Paris.
Lễ trao giải năm 2015 tại Cung điện Kensington được dẫn bởi Olivia Wayne từ Sky Sports, và 3 lễ trao giải sau đó, vào các năm 2016, 2017 và 2018 là sự trở lại với vai trò người dẫn chương trình của David Croft.
Phiên bản Animalis năm 2017 và 2019 tại Viên được dẫn dắt bởi Stuart Freeman. Phiên bản châu Mỹ năm 2018 của giải thưởng diễn ra tại Thành phố New York được dẫn bởi diễn viên hài Moody McCarthy.